# Camalote
Camalote är en ort i Honduras.   Den ligger i departementet Departamento de Santa Bárbara, i den västra delen av landet, 180 km nordväst om huvudstaden Tegucigalpa. Camalote ligger 201 meter över havet och antalet invånare är 1 319.
Terrängen runt Camalote är kuperad åt sydost, men åt nordväst är den platt. Runt Camalote är det ganska glesbefolkat, med 27 invånare per kvadratkilometer. Närmaste större samhälle är Naco, 17,0 km öster om Camalote. 